# Acanthocope galatheae
Acanthocope galatheae är en kräftdjursart som beskrevs av Wolff 1962. Acanthocope galatheae ingår i släktet Acanthocope och familjen Munnopsidae. Inga underarter finns listade i Catalogue of Life.